# الزاهر (الملاجم)

تعديل مصدري - تعديل

الزاهر هي إحدى قرى عزلة عفار آل مفتاح بمديرية الملاجم التابعة لمحافظة البيضاء، بلغ تعداد سكانها 172 نسمة حسب تعداد اليمن لعام 2004.